# Пустоши Элментейта
Пустоши Элментейта (англ. Elmenteita Badlands), также Леса Отуту (англ. Otutu Forest) или Утуту (англ. Ututu Forest), — лавовое плато в Кении, покрывающее территорию площадью приблизительно 36 кв. км. Плато преимущественно покрыто густыми засушливыми лесами, в частности можжевельниковыми и мутизиевыми (Tarchonanthus camphoratus). На плато можно также найти жасмин и Boophone.
Земля принадлежала кенийскому бизнесмену и политику Ньенга Каруме. Он купил эту землю в 1980 году у Артура Коула. Коул в свою очередь купил её в 1968 году у британского офицера Дигби Тэтхем-Уортера, известного своим участием в битве за Арнем. Земля непригодна для мелкомасштабного культивирования или разведения крупного рогатого скота, поскольку она покрыта густым кустарником, растущим из-за обилия лавовых валунов.

## География
Земли усеяны пирокластическими конусами, образованными в эпоху Голоцена. Высшая точка плато — 2126 м. Плато расположено между озером Элментейта и вулканом Опуру, находится на южной стороне заповедника Сойсамбу. На плато находятся некоторые видные вершины, такие как Хорсшу-Кратер (англ. Horseshoe Crater) и Скаут Хэт Хилл (англ. Scout Hat Hill).
Озёра Накуру (1770 м) и Элментейта (1786 м) располагаются в самой низкой точке плато.
И хотя возле плато находятся активные вулканы, в последнее время извержений не было.

## Население
Территория сильно деградировала с 1980-х годов, будучи убежищем для недовольных и лишённых гражданских прав людей, поскольку люди тут прибегали к добыче древесного угля, браконьерству и варению чанги. Кроме того, на северо-восточном углу пустошей был основан центр торговли Soko Mjinga, где можно торговать добытыми ресурсами.
Условия жизни в пустошах привели к вспышке кожного лейшманиоза, который был вызван переносчиками заболевания капским даманом и москитами. Единственный источник воды находился рядом со старой железной дорогой на восточном крае пустошей. Станция Эбурру (ныне несуществующая) находится на окраине Элментейта и примечательна паровыми конденсаторами, изготовленными из нефтяных бочек и листов из гофрированного железа. Такие устройства используются местными жителями для получения воды.
В лавовых трубках и пещерах также поселились беженцы после политического кризиса в 2008 году.